# Betto Lotti
(Betto Lotti, Memorie)
Benedetto (Betto) Lotti (Taggia, 12 luglio 1894 – Como, 1977) è stato un pittore e incisore italiano appartenente al movimento artistico del Novecento..

## Biografia
Benedetto (Betto) Lotti è figlio di Vincenzo, professore di disegno, preside e pittore, e di Vittoria dei Marchesi Curlo, entrambi liguri. L’incarico statale del padre costringe la famiglia a numerosi spostamenti e ciò obbliga il giovane a frequentare gli istituti scolastici in diverse importanti città italiane.  Inizia pertanto gli studi a Porto Maurizio (Imperia) e successivamente al Liceo Artistico di Venezia, allievo di Guglielmo Ciardi ed Ettore Tito, entrambi noti pittori.  La famiglia si sposta poi a Bologna ed infine a Firenze dove Lotti conclude il percorso formativo, allievo di grandi maestri. 
All’Accademia di Firenze Betto Lotti si dedica al perfezionamento del suo stile, in particolare nel carboncino, nella pittura a olio e nell’incisione; ivi incontra Ottone Rosai che diviene suo grande amico e con il quale condivide gli entusiasmi e le esperienze degli anni compresi tra il 1911 e il 1914.
Nel 1913 i due giovani artisti, insieme, tengono la prima mostra personale presso la Galleria Cavour a Firenze presentando 14 dipinti ciascuno. 
I padri del Futurismo come Filippo Tommaso Marinetti, Carlo Carrà e Umberto Boccioni visitano la mostra restandone colpiti ed esprimendo tutto il loro apprezzamento. Anche grazie a questo episodio divenuto noto, le cronache fiorentine iniziano ad interessarsi profusamente ai due giovani e il successo di critica e di pubblico è notevole. 
Nelle opere esposte Lotti predilige figure femminili stilizzate che sembrano quasi visioni o fantasmi, sfondi arditi dalle tonalità cupe, profili e volti dai riflessi inquietanti. Lo stile espressionista di quei giovani artisti viene definito da alcuni critici d’arte fiorentini dell’epoca con il nome di “sensibilismo”.

### Attività di incisore
Nella tecnica di realizzazione delle acqueforti, perfezionata durante gli anni dell’Accademia, Betto Lotti mostra una precoce inclinazione naturale. Alle prime esposizioni collettive, infatti, ottiene importanti riconoscimenti come il 2º Premio Ministero della Pubblica Istruzione a Firenze nel 1912. L’attività dura circa un decennio e culmina nel 1922 quando Lotti viene selezionato tra gli artisti presenti all’Esposizione di incisori toscani a Montreal a in Canada.

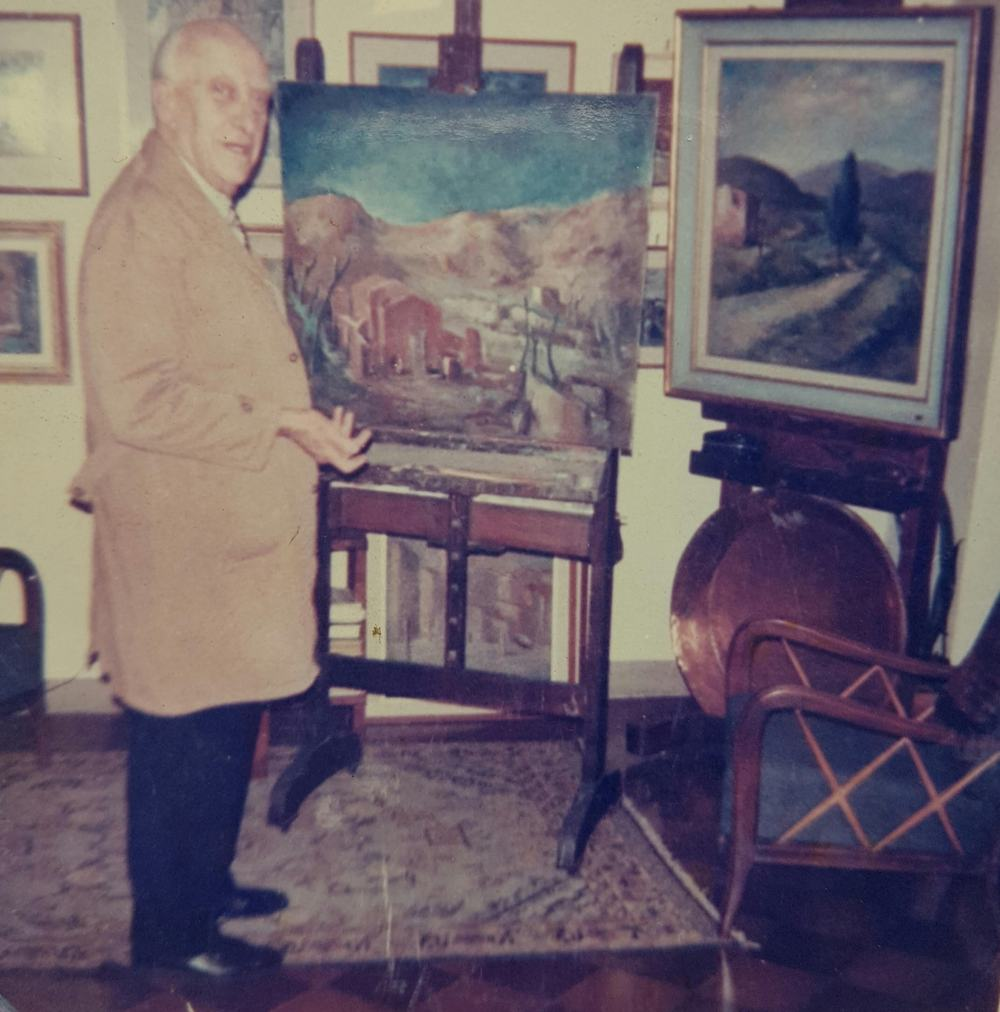
Betto Lotti nel suo studio di Via Rota a Como (1976)

### La Grande Guerra
Betto Lotti è chiamato alle armi e, agli inizi del 1915, è inviato al fronte dove rimane fino a quando viene ferito e fatto prigioniero. Nel giugno del 1917 è internato nel campo di concentramento di Sigmundserberg nella bassa Austria ma, pur in stato di detenzione, riprende a disegnare riscuotendo apprezzamenti persino dalle Autorità nemiche che lo invitano a realizzare una mostra di sue opere d’arte a Vienna. L’esposizione riscuote un grande successo di pubblico e di critica e tutte le opere vengono vendute.

### Il ritorno a Firenze
Rimpatriato nel settembre del 1918, Lotti fa ritorno a Firenze con il proposito di entrare al più presto nel mondo del lavoro. È infatti assunto come disegnatore e modellatore di plastici presso l’Istituto Geografico Militare di Firenze; inizia a insegnare materie artistiche; crea scenografie per le opere presentate al Teatro Comunale di Firenze, ma soprattutto inizia una lunga e proficua attività nel campo del giornalismo collaborando con il quotidiano “La Nazione” e scrivendo critiche d’arte. In tutto il decennio successivo Lotti intensifica questa attività, in particolare con la rivista “Gran Bazar” e quando questa testata muta in “Eclettica”, ne diviene prima condirettore e per un periodo anche direttore. 
Sono anni di grande fermento culturale (Lotti torna a frequentare il caffè storico artistico delle Giubbe Rosse ritrovando i suoi vecchi amici, grandi letterati e artisti come Ottone Rosai, Achille Lega, Giovanni Papini, Ardengo Soffici e Bruno Fallaci e di attività ad ampio raggio che portano il giovane artista a cimentarsi in svariate forme artistiche sia in Italia sia all’estero, realizzando per esempio cartelloni pubblicitari per l’azienda francese Vercasson Paris. Tali immagini, in particolare il Lotti Clown (come è stato soprannominato questo iconico manifesto pubblicitario), sono entrate nel circuito dei poster vintage dando al nome di Lotti notorietà internazionale.

### L'approdo in Lombardia
Nel 1934 Lotti ottiene la cattedra di ruolo per l’insegnamento del disegno, dovendo così abbandonare la “sua” Firenze per spostarsi in Lombardia, regione che lo ospita per il resto della sua vita. Dopo due anni trascorsi a Stradella (Pavia), viene trasferito a Como che da quel momento diviene la sua città. Si sposa con la professoressa Angiola Faravelli dalla quale ha due figlie. Sulle rive del lago Lotti porta avanti l’insegnamento con serietà e impegno e parimenti si dedica alla sua attività artistica. Si lega così in profonda amicizia con gli astrattisti del “Gruppo Como”, come Rho, Radice, Galli e Badiali e pur non aderendo alle teorie radicali dei razionalisti, condivide con loro esperienze e scoperte. La maturità dell’artista si realizza pienamente in questi decenni confermando la completa adesione di Betto Lotti al movimento artistico italiano definito Novecento e nato negli anni venti. I soggetti principali, soprattutto nei dipinti a olio, sono il paesaggio e gli spazi aperti, tracciati con una calda visione poetica che li trasforma in luoghi dello spirito.

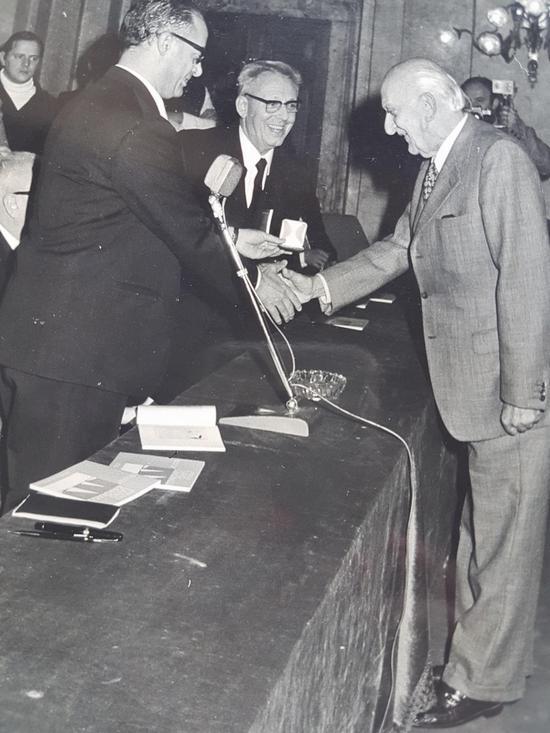
Betto Lotti mentre riceve a Villa Olmo (Como) la medaglia d'oro vinta al "premio cadorago - lario" nel 1973. Al centro della foto il senatore Mario Martinelli.

### Ultimi anni
Lotti lascia l’insegnamento alla fine del 1964, per raggiunti limiti di età. Nell’ultimo decennio della sua vita la produzione artistica non si interrompe e anche la partecipazione alle mostre collettive e personali è continua. 
Betto Lotti muore a Como il 13 aprile del 1977, all’età di quasi 83 anni. 

## L'opera
Betto Lotti ha lasciato un’impronta di indubbio valore negli oltre quarant’anni trascorsi a Como: dal 1934 al 1977, ha partecipato a quasi tutte le mostre collettive indette in Lombardia, come il premio Suzzara o l’Angelicum a Milano; ha organizzato mostre personali in quasi tutte le città lombarde (Milano, Bergamo, Lecco, Varese, Como, per citarne alcune); come illustratore, ha partecipato al concorso per cartellone al Castello Visconteo di Pavia nel 1937, vincendo il primo premio; è tra i soci fondatori e per molti anni vicepresidente dell’Associazione Belle Arti di Como; ha vinto premi, medaglie d’oro e diplomi per motivi artistici il cui elenco è consultabile nella monografia ufficiale dell’artista; è stato nominato membro di importanti istituzioni del mondo dell’arte, per esempio dell’Ente culturale La Permanente di Milano nel 1946, dell’Accademia Latinitati Excolendae di Roma nel 1959 e dell’Accademia Tiberina di Roma nel 1960. Il Ministero della Pubblica Istruzione gli ha riconosciuto la medaglia d’oro nel 1963, come benemerito per la cultura e per l’arte; il presidente Saragat lo ha nominato Cavaliere della Repubblica nel 1965.